# Scolopendra spinosissima
Scolopendra spinosissima är en mångfotingart som beskrevs av Kraepelin 1903. Scolopendra spinosissima ingår i släktet Scolopendra och familjen Scolopendridae.
Artens utbredningsområde är Filippinerna. Inga underarter finns listade i Catalogue of Life.